# Richard Brinsley Sheridan

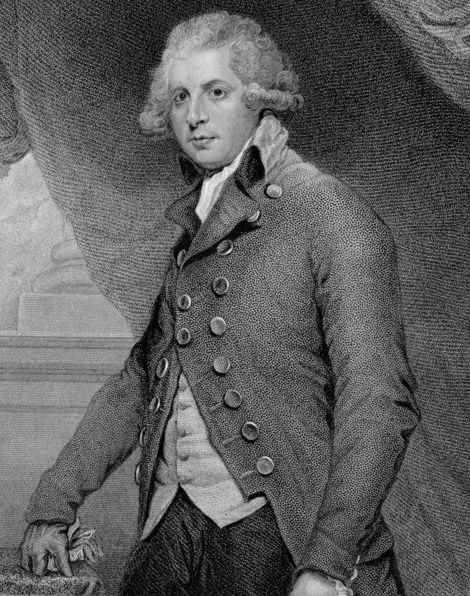
Richard Brinsley Sheridan

Richard Brinsley Sheridan (* 30. Oktober 1751 in Dublin; † 7. Juli 1816 in London) war ein irischer Dramatiker und Politiker.

## Leben
Richard Brinsley Sheridan wurde als dritter Sohn des Schauspielers und Wörterbuchautors Thomas Sheridan (1719–1788) und der Schriftstellerin Frances Sheridan (geb. Chamberlaine) geboren. 1762 übersiedelte die Familie nach London. Richard Sheridans Mutter starb, als er noch keine fünfzehn Jahre alt war.
Von 1762 bis 1768 war er Zögling der Harrow School; danach erhielt er im Haus des Vaters in London Privatunterricht, der auch Reiten und Fechten umfasste. 1772 verteidigte er in zwei Duellen die Schauspielerin Elizabeth Linley, die am Theatre Royal Drury Lane tätig war, gegen einen beleidigenden Zeitungsartikel und heiratete sie 1773. Man etablierte sich in London, und Richard begann, für die Bühne zu schreiben. Mit zwei Freunden kaufte er das Drury-Lane-Theater. Sein erstes Stück, The Rivals, wurde 1775 in Covent Garden uraufgeführt. Es hatte zunächst wenig Erfolg, entwickelte sich aber nach kurzer Zeit zum festen Bestandteil des englischen Literaturkanons. Sein berühmtestes Stück, The School for Scandal, 1777 erschienen, gilt bis heute als eine der größten Komödien in englischer Sprache. Auch sein 1779 veröffentlichtes Werk The Critic wurde recht positiv bewertet.
Nach dem Tod seiner ersten Frau (28. Juni 1792) heiratete Sheridan 1794 die aus Winchester stammende Elizabeth Jane Ogle.
Neben seiner literarischen Tätigkeit war Sheridan auch politisch aktiv. Er wurde 1780 für die Whigs ins Parlament gewählt, wo er als begabter öffentlicher Redner zu einer der Führungsfiguren seiner Partei wurde. Sheridan wandte sich gegen die Act of Union, den Krieg gegen die USA (1780) und Frankreich (1794), drängte aber zum Widerstand gegen Napoleon Bonaparte (1803). Unter Charles James Fox war Sheridan 1782 erst Unterstaatssekretär im Außenministerium und dann 1783 Finanzminister („Secretary to the Treasury“). Berühmt ist seine Begum-Rede, in der er den ehemaligen Gouverneur von Ostindien, Warren Hastings, wegen Ungerechtigkeiten gegenüber indischen Begums anklagte. Nach William Pitts Tod 1806 wurde er Marineminister („Treasurer of the Navy“). Zuletzt war er Geheimrat und übte sein Parlamentsmandat aus. Richard Brinsley Sheridan starb 1816 und wurde in der Poet’s Corner von Westminster Abbey beigesetzt.

## Werke (Auswahl)
- The Rivals (1775)
- St. Patrick’s Day (1775)
- A Trip to Scarborough (1777)
- The School for Scandal (1777)
- The Critic (1779)

## Nachwirkung
Lord Byron lobte Sheridan: „Was auch immer Sheridan getan oder zu tun sich entschieden hat, war par excellence immer das Beste seiner Art. Er hat die beste Komödie (School for Scandal) geschrieben, die beste Oper (The Duenna – in meinen Augen der Sankt-Ägidius-Verhöhnung The Beggar’s Opera überlegen), die beste Farce (The Critic – es ist nur zu gut für ein Folgewerk) und die beste Ansprache (Monologue on Garrick) – und als Krönung des Ganzen die allerbeste Rede gehalten (die berühmte Begum Speech), die jemals in diesem Land konzipiert oder gehört wurde.“
Der Theaterhistoriker John Genest (1764–1839) schrieb etwa um 1830, The School for Scandal habe sich „seit dieser Zeit (1777) bis heute auf dem Spielplan in der Drury Lane gehalten“.
Sheridans Haus in London hatte ein literarisches Nachleben: Jules Verne nahm es in seinem Roman Reise um die Erde in 80 Tagen als Vorbild für die Unterkunft von Phileas Fogg und seinem Diener Passepartout.

## Werkausgaben (Auswahl)
- The School for scandal. Lipsius & Tischer, Kiel 1953
- The dramatic works of Richard Brinsley Sheridan. (=The world’s classics. Volume LXXIX). Oxford University Press, London 1927.
- Sheridan’s plays. (= Everyman’s library. Volume 95). Dent, London 1966.